# Ufufunyane
Ufufunyane é uma síndrome ligada à cultura, também descrita na cultura como uma maldição e uma possessão demoníaca. É vista nas comunidades de língua Zulu - e Xhosa - no sul da África. No Quénia, é conhecido como saka. É um estado de ansiedade atribuído aos efeitos de poções mágicas (dadas por amantes rejeitados), espíritos ou possessões demoníacas. É comum no povo Zulu.

## Sinais e sintomas
Os sinais e sintomas de Ufufunyane incluem gritos, soluços, pseudolalia, paralisia, estados de transe, perda de consciência, cegueira temporária e pesadelos sexuais.